# Donald William Kerst
Donald William Kerst (Galena (Illinois), 1 de novembro de 1911 — Madison (Wisconsin), 19 de agosto de 1993) foi um físico estadunidense. Foi o inventor do betatron, a primeira máquina aceleradora de elétrons mediante indução eletromagnética.
Em 1953, recebeu o título de doutor honoris causa da Universidade de São Paulo.